# 広中雅志
広中 雅志（ひろなか まさし、1957年12月27日 - ）は、日本の男性声優、ナレーター。東京都渋谷区出身。青二プロダクション所属。

## 略歴

### キャリア
10歳の頃から学校推薦で東京放送児童劇団に入団。小学校がNHKのすぐ側にあり、朗読といった好きな子供だったという。小学4年生から高校3年生まで、同児童劇団に所属していた。道徳番組、学校放送の番組を中心にテレビ、ラジオに出演し、夏休みには舞台公演なども経験。高校卒業の頃には漠然と「この業界で仕事したいな」、「将来は役者になりたい」と考えていた。
日本大学芸術学部映画学科に進学後、仲間達と16m/mや8m/mで自主制作映画を創っていくうちに、「やっぱりこの業界だ!」と決意。
同大学芸術学部映画学科卒業前に受けたオーディションに合格し、同大学芸術学部映画学科卒業後、高橋三千綱事務所に所属し、作家の高橋三千綱の元で芝居をしていた。ある日、藤田敏八から高橋が映画『スローなブギにしてくれ』に出演することになり、クランクインしていた日活調布撮影所に打ち合わせのため、出掛けるという時に同行させてくれた。その時に藤田は「おうー広中にも役あるゾ」と言って、室田日出男が演じていたマスターが経営するスナックの常連客として、出演したこともある。しかし「一気に俳優として大ブレイク、スターダムを駆け上る!」とは行けず、大学の先輩が家電メーカーにおり、その紹介でアルバイトをしており、大手スーパー、デパートなどのイベントに、冷蔵庫、エアコンのデモンストレーターを務めていた。

### 声優・ナレーターとして
その頃、お金を少し貯めては大学時代の仲間たちとVIDEO作品を作り、コンテストに応募したりもしていた。この時点で声優、ナレーターになろうという意識はなかったが、付き合い出したのちに妻になる女性がおり、「ちょっと腰を落ち着けて仕事をしよう」と思い、声の業界へのアプローチを考えていたという。子役として使ってくれたNHKのディレクターからラジオドラマに出演してもらっており、モノローグを読むことも得意だったこともあり、「“声”の仕事の方が、こまごまとした仕事が貰い易いのでは」という甘い考えがあり、青二プロダクションにアプローチしていた。
窓口となったのは、ラジオ日本に勤めていた父が「このマネージャーさんと会ってみたらどうだ」のような話しを持ちかけてくれてラジオ日本のCMディレクターの紹介であるCM担当チーフマネージャーであった。その時に手作りのデモテープを渡し、2週間くらい経過し、マネージャーから「会いましょう」という連絡が入り、青二プロダクションに所属して声優、ナレーターとしての活動を始める。
その時は前述の甘い考えは打ち砕かれたが、ちょうどバブル期に突入していた頃で、CMから入り、何とかなったという。20代前半から後半へとという時期の中、アテレコ経験もなく、声がメチャ良い訳でもなく、NHKの子役時代には経験できなかったCMナレーションを中心とした仕事の中で「絶対俺はやれる！」という自信だけはあったようだったと語る。
声の仕事始めて2年位は、CM対その他の仕事の比率は9対1ぐらいであり、青二プロダクションは、当時、東映動画を始め、ユニットでの仕事が多かったため、「こいつ使ってみようか」という具合で、結構色々な番組に、チョイ役で出演していた。主要キャストのオーディションには余り呼ばれず、アニメに出演してたことも少なくなかったといい、当初は、口に合わせることに必死で、下手だったという。
OVA『銀河英雄伝説』からアニメなどで、「それなりの仕事ができるかな」と思えるようになったという。アニメで初めて最初に名前が出た作品でもある『ギャラクシー・ハイスクール』のドイル役もその一つと語っている。

## 人物・特色
耳に心地好い、やわらかな声が印象的。
多数のテレビ、アニメ、洋画等に出演している。主にテレビのバラエティ番組のナレーションで活躍している。特に、日本テレビの特番でのナレーションが多い。
OVA『銀河英雄伝説』のジークフリード・キルヒアイス役に思い入れが深く、自身の代表作であると述べている。「もしも彼（＝キルヒアイス）の声をまた演じることができるなら、ほかの仕事を断ってでも駆けつける」と公言したことがあるほどだった。同じく『銀河英雄伝説』のインタビューで、堀川りょうは「最年少は僕と広中さん」と語っている。
『銀河英雄伝説』以降、音響製作を担当していたマジックカプセルが音響制作を務める作品に出演している。
趣味･特技はテニス、サッカー、ディズニーグッズ・シネマグッズコレクション。
長男である。

## 出演

### テレビアニメ
1983年
- ストップ!! ひばりくん!（ボクシング部員）
- まんが日本史（1983年 - 1984年、黒田長政、小早川秀秋）

1984年
- Gu-Guガンモ（全田一耕助）
- 宗谷物語（水兵、航海士、漁師、通信員、観測員）
- ナイン完結編（写真部生徒）
- ビデオ戦士レザリオン（1984年 - 1985年、香取仁、暴走族、マーチ、スネークバン、管制官 他）
- 北斗の拳（1984年 - 1987年、部下A、ロック） - 2シリーズ
- 夢戦士ウイングマン（1984年 - 1985年、正木〈2代目〉、警官）

1985年
- 蒼き流星SPTレイズナー（ロベリア、副隊長）
- 悪魔島のプリンス 三つ目がとおる（悪童）
- ゲゲゲの鬼太郎（第3作）（1985年 - 1988年、原、忠吉、いわな坊主、カラス天狗B、ぬっぺらぼうC、かまいたち〈代役〉、ひょうすべ 他）
- 忍者戦士飛影（ローニン・サナダ）

1986年
- ウルトラマンキッズのことわざ物語（メフィラ）
- 銀牙 -流れ星 銀-（魔矢、オリバー）
- 聖闘士星矢（1986年 - 1987年、アナウンサー 他）
- ハイスクール!奇面組（ハチ公、部員、投手）

1987年
- エスパー魔美（1987年 - 1988年、青年、バスケット部員、直樹、優ちゃん）
- ついでにとんちんかん（白井玉夫）
- ビックリマン（1987年 - 1988年、助六、小助セブン、ツタンアーメン、聖金太魁）
- 新メイプルタウン物語 パームタウン編（警官、ビリー、ランディ）

1988年
- シティーハンター2（男B）
- ひみつのアッコちゃん（第2期）（狼）

1989年
- 戦え!超ロボット生命体 トランスフォーマーV（ナレーター、ウイング / ウイングウェーバー / ランドクロス、ドリュウ）

1990年
- 美味しんぼ（中里靖夫、運転手）
- ギャラクシー・ハイスクール（ドイル）
- チンプイ（サービス員）
- まじかる☆タルるートくん（炎くん〈初代〉）
- 魔法使いサリー（1990年 - 1991年、マリのパパ、亀和田）
- YAWARA!（外人記者、ゴルフ部部員A）

1993年
- ツヨシしっかりしなさい（雄一郎）

1994年
- ジャングルの王者ターちゃん♡（カラマゾフ、アイアンマスク）

1998年
- 鉄コミュニケイション（フライヤー）

2005年
- MONSTER（クリストフ）

2016年
- CHEATING CRAFT（特別ナレーション）

2018年
- ポプテピピック（ナレーション）

### 劇場アニメ
1983年
- ナイン（加納）

1984年
- SF新世紀レンズマン（コンピュータヴォイス）

1985年
- 戦国魔神ゴーショーグン 時の異邦人（警官C）

1986年
- ゲゲゲの鬼太郎 妖怪大戦争（司会者）
- ゲゲゲの鬼太郎 激突!!異次元妖怪の大反乱（一本だたら）

1987年
- 勝利投手（天野）
- ドラえもん のび太と竜の騎士（地底人C）

1988年
- 銀河英雄伝説 わが征くは星の大海（ジークフリード・キルヒアイス）
- ビックリマン 無縁ゾーンの秘宝（つっぱり坊主）

1989年
- 変幻退魔夜行 カルラ舞う!-奈良怨霊絵巻-（池田洋江）

1992年
- 風の大陸（アルン・ハラド）

1993年
- 銀河英雄伝説 新たなる戦いの序曲（ジークフリード・キルヒアイス）

### OVA
1985年
- 軽井沢シンドローム（恩田二郎）

1986年
- アイ・シティ（ヒューマノイド）
- 那由他（ユウ）

1988年
- 銀河英雄伝説（ジークフリード・キルヒアイス）
- ザナドゥ ドラゴンスレイヤー伝説（アナウンサー）
- 妖精王（井冰鹿）
- 六神合体ゴッドマーズ 十七歳の伝説

1989年
- 紅い牙 ブルー・ソネット（鳥飼修一）
- アーシアン（医者、ハイマン） - 2作品
- 強殖装甲ガイバー（ザンクルス）
- 新・キャプテン翼（1989年 - 1990年、片桐宗政）
- 左のオクロック!!（神田鉄雄）
- 風魔の小次郎（雷電）

1990年
- サーキットの狼II モデナの剣（蛇島）
- トミカ未来緊急隊アースコマンダー（男）

1991年
- 巴がゆく!（氷室上総）
- ロードス島戦記（ザクト）

1992年
- 機神兵団（真澄公彦）
- 源氏（武蔵坊弁慶）
- 破妖の剣（闇主）

1998年
- 銀河英雄伝説外伝 白銀の谷（ジークフリード・キルヒアイス）
- 銀河英雄伝説外伝 朝の夢、夜の歌（ジークフリード・キルヒアイス）
- 銀河英雄伝説外伝 汚名（ジークフリード・キルヒアイス）
- 銀河英雄伝説外伝 千億の星、千億の光（ジークフリード・キルヒアイス）

2000年
- 銀河英雄伝説外伝 叛乱者（ジークフリード・キルヒアイス）
- 銀河英雄伝説外伝 決闘者（ジークフリード・キルヒアイス）
- 銀河英雄伝説外伝 奪還者（ジークフリード・キルヒアイス）
- 銀河英雄伝説外伝 第三次ティアマト会戦（ジークフリード・キルヒアイス）

### ゲーム
1989年
- 鏡の国のレジェンド

1990年
- ゴールデンアックス（アックス・バトラー）
- デス・ブリンガー
- ファイナルゾーンII（ハワード・ボウイ）

1992年
- キアイダンOO（ジョウ・ダグボーン）
- デス・ブリンガー 秘められた紋章
- ドラゴンスレイヤー英雄伝説II（ボザ）※PCエンジン版

1993年
- イースIV The Dawn of Ys（レムノス）
- サイボーグ009（アポロン）

1994年
- モンスターメーカー・闇の竜騎士（マリオン）

1996年
- 銀河英雄伝説（ジークフリード・キルヒアイス）※SS版

1997年
- 銀河英雄伝説PLUS（ジークフリード・キルヒアイス）
- ザ・マッチゴルフ（羽須美京介）

1998年
- 銀河英雄伝説（ジークフリード・キルヒアイス）※PS版

1999年
- ちびキャラゲーム / 銀河英雄伝説（ジークフリード・キルヒアイス）

2003年
- 三國志戦記2（諸葛亮）

### ドラマCD
- 風の大陸ドラマCD（アルン・ハラド）
- 新撰組異聞 蒼き狼たちの神話2 浅葱色の夜明け（松平容保）
- サウンドファンタジー 雲上楼閣綺談（三日月）

### ラジオドラマ
- 皇帝の密使（昭和61年）

### 吹き替え
- イウォーク物語（アムウォック）※VHS版
- 浮気調査団 チーターズ（ジョーイ・グレコ）※日本テレビ版[22]
- 原始のマン（デイヴ）
- 殺人魚フライングキラー※テレビ朝日版
- シカゴホープ 第4話（弁護士）
- ジム・ヘンソンのストーリーテラー（村の悪党たち、囚人たち）
- スターゲイト（ダニエル・ジャクソン博士〈ジェームズ・スペイダー〉）※ビデオ版
- 天才アカデミー
- ハートブレイク・タウン（グレッグ〈ショーン・アスティン〉）※VHS版
- フラグルロック
- 名探偵ポワロ 第25話（男）

### CMナレーション
- アスキー 「ベストショットプロゴルフ」
- いちよし証券
- ACジャパン 「人生投げたらイカン」（ナレーション、出演は山下泰裕、1985年）
- 講談社 テレビマガジン
- コニカ
- コナミ 「月風魔伝」
- 大成有楽不動産
- トンキンハウス 「バレーボールTwin」
- ナガサキヤ 地球戦隊ファイブマンキャンディシリーズ
- 日産 スカイライン 7代目「やわらかい都市」編 1985年 - 1986年
- ホンダ インスパイア 2代目 1995年
- マーメイド「SDガンダムアイス」

### 朗読・オーディオブック
- 銀河英雄伝説 外伝 ユリアンのイゼルローン日記（ジークフリード・キルヒアイス）
- 銀河英雄伝説 外伝 黄金の翼（ジークフリード・キルヒアイス）

### ナレーション

#### 現在
- 世界まる見え!テレビ特捜部（日本テレビ）
- ビートたけしのTVタックル（テレビ朝日）
- サンデージャポン（TBS）
- J-SPORTS→J-SPO→S☆1・J-SPO（TBS）
- 天空散歩（テレビ東京）
- たけしのニッポンのミカタ!（テレビ東京）
- 池上彰スペシャル（『世界が変わった日』シリーズ（フジテレビ）ほか
- いい旅スペシャル（テレビ東京）[23]
- 尾上松也の謎解き歴史ミステリー（BS11）
- グッとラック!（TBS）[24]
- メーデー!:航空機事故の真実と真相（ナショナルジオグラフィック） - 日本語ナレーション（一部シリーズのみ）

#### 過去
- 小さな美の殿堂（NHK BS2） - 語り
- ダウンタウンのガキの使いやあらへんで!!（日本テレビ、「24時間耐久鬼ごっこ」、笑ってはいけないシリーズ「新聞社24時」「ホテルマン24時」「スパイ24時」「空港24時」「熱血教師24時」「地球防衛軍24時」「大脱獄24時」「名探偵24時」）
- 嗚呼!バラ色の珍生!!（日本テレビ）
- クイズ赤恥青恥（テレビ東京）
- ルーキー!（関西テレビ・フジテレビ） - 番宣ナレーション（第8話 - 最終話）
- 緊急特番!!巨人軍優勝(秘)話大激白SP （2002年11月1日、日本テレビ）
- ぷらちなロンドンブーツ（テレビ朝日）
- ザ・チーター（TBS）
- 爆笑問題のバク天!（TBS）
- 1or8（フジテレビ）
- 近未来×予測テレビ ジキル&ハイド（朝日放送、「ジキル」部分、特番時代のみ）
- 世界の果てまでイッテQ!（日本テレビ、2007年12月23日のスペシャルのみ）
- ダウンタウン・セブン（毎日放送、「クイズ!スターの家族は謎だらけ?」のみ）
- ランキンの楽園（毎日放送）
- 世界を変える100人の日本人（テレビ東京）
- 宇宙ニュース（テレビ東京）
- 世界の街道をゆく（テレビ朝日）※「カリフォルニア/夢追い人の道II・アメリカ篇」2015年3月2日 - 3月31日、「やすらぎと懐かしさの街道・ラオス篇」2015年4月1日 - 4月30日
- 金曜ロードSHOW!特別エンターテインメント『話題の偉人!ホントはヘンな人だった ウケる!偉人伝』（2018年10月5日、日本テレビ）

ほか

### パチンコ・パチスロ
- CRぱちんこAKB48〜バラの儀式〜（ナレーション）
- ぱちスロAKB48〜バラの儀式〜（ナレーション）

### その他コンテンツ
- MAiDiGiTV 江崎グリコ「パピコ」ウェブ動画「銀河エエ湯伝説」編（ジークフリード・キルヒアイス）

### シリーズ一覧
1. ↑  『アーシアン』（1989年）[19]、『アーシアンII EARTHIAN II』（1990年）[20]